# Karate ai Giochi mondiali 2022 - Kumite 50 femminile
La gara di kumite -50kg femminile di karate ai Giochi mondiali 2022 si è svolta l'8 luglio 2022 a Birmingham.

## Risultati

### Fase a gironi

#### Gruppo A
| Pos | Atleta           | G | W | L | PF | PA | PD  | Pts |
| --- | ---------------- | - | - | - | -- | -- | --- | --- |
| 1   | Yorgelis Salazar | 3 | 3 | 0 | 15 | 2  | +13 | 6   |
| 2   | Junna Tsukii     | 3 | 1 | 2 | 10 | 15 | −5  | 2   |
| 3   | Shara Hubrich    | 3 | 1 | 2 | 7  | 10 | −3  | 2   |
| 4   | Gema Morales     | 3 | 1 | 2 | 5  | 10 | −5  | 2   |

#### Gruppo B
| Pos | Atleta          | G | W | L | PF | PA | PD | Pts |
| --- | --------------- | - | - | - | -- | -- | -- | --- |
| 1   | Miho Miyahara   | 3 | 3 | 0 | 10 | 4  | +6 | 6   |
| 2   | Gu Shiau-shuang | 3 | 2 | 1 | 5  | 7  | −2 | 4   |
| 3   | Eva Alexander   | 3 | 1 | 2 | 4  | 4  | 0  | 2   |
| 4   | Kateryna Kryva  | 3 | 0 | 3 | 2  | 6  | −4 | 0   |

### Fase finale
|  | Semifinale       | Semifinale       | Semifinale   |              |                  | Finale            | Finale            | Finale            |  |
|  |                  |                  |              |              |                  |                   |                   |                   |  |
|  | Yorgelis Salazar | Yorgelis Salazar | 8            |              |                  |                   |                   |                   |  |
|  | Yorgelis Salazar | Yorgelis Salazar | 8            |              |                  |                   |                   |                   |  |
|  | Gu Shiau-shuang  | Gu Shiau-shuang  | 5            |              |                  |                   |                   |                   |  |
|  | Gu Shiau-shuang  | Gu Shiau-shuang  | 5            |              | Yorgelis Salazar | Yorgelis Salazar  | 0                 |                   |  |
|  |                  |                  |              |              | Yorgelis Salazar | Yorgelis Salazar  | 0                 |                   |  |
|  |                  |                  | Junna Tsukii | Junna Tsukii | 2                |                   |                   |                   |  |
|  | Miho Miyahara    | Miho Miyahara    | Junna Tsukii | Junna Tsukii | 2                | 3                 |                   |                   |  |
|  | Miho Miyahara    | Miho Miyahara    |              |              |                  | 3                 |                   |                   |  |
|  | Junna Tsukii     | Junna Tsukii     | 4            |              |                  | Finalina 3º posto | Finalina 3º posto | Finalina 3º posto |  |
|  | Junna Tsukii     | Junna Tsukii     | 4            |              |                  |                   |                   |                   |  |
|  |                  |                  |              |              |                  |                   |                   |                   |  |
|  |                  |                  |              |              |                  | Gu Shiau-shuang   | Gu Shiau-shuang   | 0                 |  |
|  |                  |                  |              |              |                  | Gu Shiau-shuang   | Gu Shiau-shuang   | 0                 |  |
|  |                  |                  |              |              |                  | Miho Miyahara     | Miho Miyahara     | 4                 |  |